# Arteria satélite del nervio mediano
La arteria mediana, arteria satélite del nervio mediano, arteria acompañante del nervio mediano o arteria del nervio mediano es una arteria que se origina en la arteria interósea anterior. No presenta ramas.

## Trayecto y distribución
Acompaña al nervio mediano y distribuye la sangre hacia los músculos de la cara anterior del antebrazo.

## Patología
La arteria satélite del nervio mediano es una variante anatómica ocasional (2 al 3 % de la población normal) y cuando está presente recibe el nombre de arteria mediana persistente. Es de frecuencia bilateral y está asociada a un nervio mediano bífido. Al encontrarse en el retináculo flexor, puede trombosarse con pequeños traumatismos y determinar un síndrome del túnel carpiano agudo.